# 紫丁香
紫丁香亦称华北紫丁香、丁香花，是木犀科丁香属的一个种，分布于甘肃、河北、河南、吉林、辽宁、内蒙古、宁夏、青海、陕西、山西、山东、四川以及朝鲜半岛。除了紫丁香原变型外，还有白丁香变型。

## 文化
由于紫丁香有“结”（枝条上的花蕾花苞），故常被中国古代文人用以比喻愁绪的郁结难解，“丁香”逐渐成为固定的文学意象。

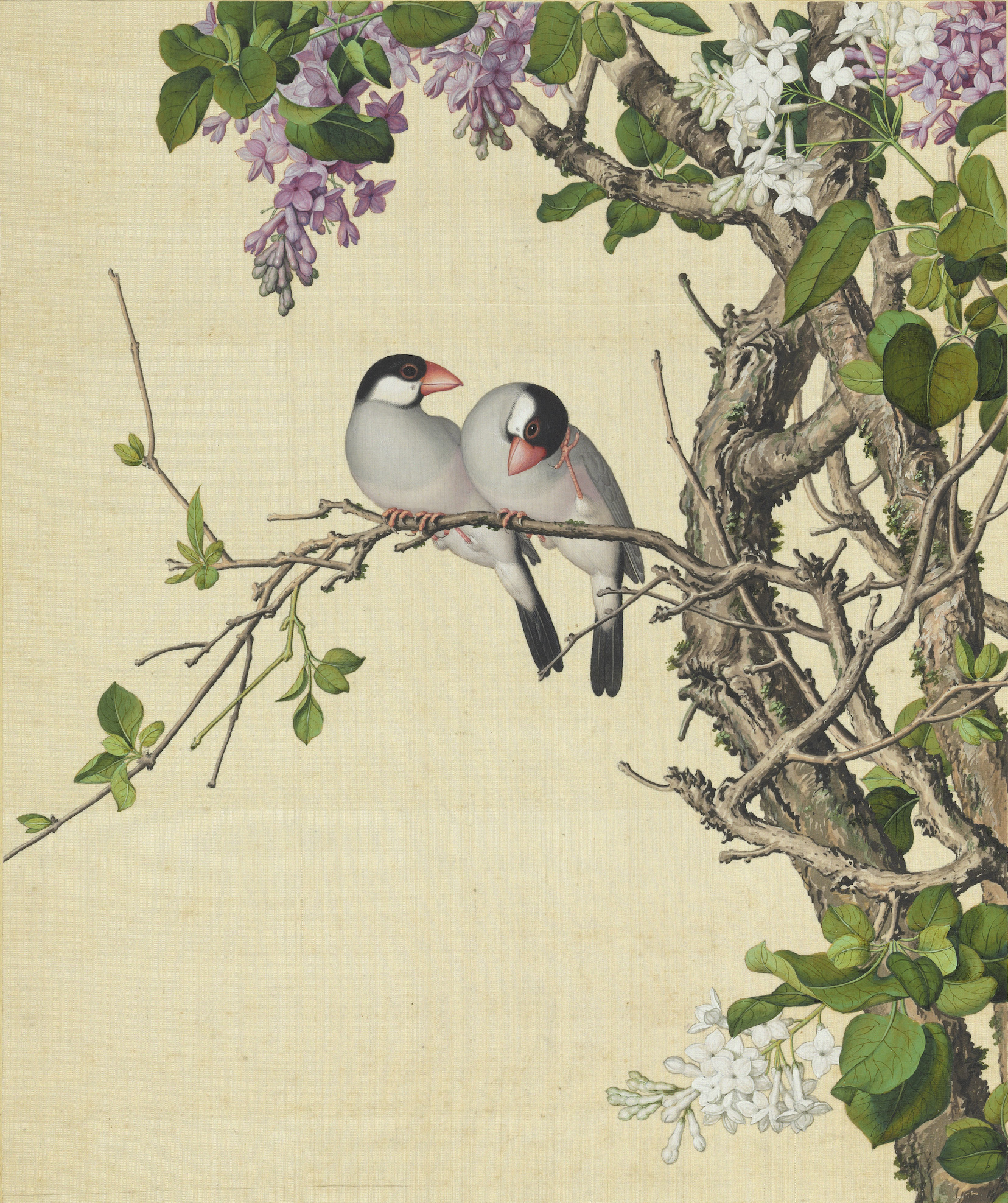
郎世宁《仙萼長春冊》紫白丁香圖